# Peter Zeeb
Peter Frederik Sakarias Zeeb (1. listopadu 1874, Ikamiut – 27. listopadu 1915, Ikamiut) byl grónský katecheta a zemský rada v první severogrónské zemské radě.

## Životopis
Peter Zeeb byl synem lovce Johana Jakoba Hanse Zeeba (1851–?) a jeho manželky Nikoline Elisabeth Rakel Boye (1853–?). V roce 1899 byl jmenován katechetou v Ikamiutu, v roce 1911 byl zvolen do zemské rady Severního inspektorátu Grónska. Prvního roku se nezúčastnil a v roce 1915 během probíhajícího volebního období zemřel na kajaku ve věku 44 let. Na posledním zasedání ho následně zastupoval Isak Banke.